# Pacific Coast Championships 1979
Il Pacific Coast Championships 1979 è stato un torneo di tennis giocato sul sintetico indoor. È stata la 90ª edizione del Pacific Coast Championships, che fa parte del Colgate-Palmolive Grand Prix 1979. Si è giocato a San Francisco negli Stati Uniti, dal 24 al 30 settembre 1979.

## Campioni

### Singolare
John McEnroe ha battuto in finale  Peter Fleming con il punteggio di 4–6, 7–5, 6–2

### Doppio
Peter Fleming /  John McEnroe hanno battuto in finale  Wojciech Fibak /  Frew McMillan con il punteggio di 6–2, 6–3